# Iouri Ieliseïev
Pour les articles homonymes, voir Elisseïev.
Iouri Konstantinovitch Ieliseïev (en russe : Юрий Константинович Елисеев et en ukrainien : Юрій Костянтинович Єлісєєв) est un footballeur international soviétique et entraîneur de football ukrainien né le 26 septembre 1949 à Sverdlovsk, l'actuelle Dovjansk.
Il est notamment médaillé de bronze avec la délégation soviétique dans le cadre des Jeux olympiques d'été de 1972.

## Biographie
Natif de Sverdlovsk, Iouri Ieliseïev intègre au cours de sa jeunesse les rangs de l'équipe locale du Chakhtior Sverdlovsk et fait ses débuts professionnels sous ces couleurs en prenant part à la troisième division soviétique entre 1968 et 1969. Il rejoint en 1970 le Zaria Vorochilovgrad avec qui il fait ses débuts au premier échelon le 2 mai 1970 face au Zénith Léningrad avant de marquer son premier but dans l'élite quelques mois plus tard contre le SKA Rostov le 3 août.
Il reste par la suite au club pendant une grande partie des années 1970, jouant en tout 152 matchs et marquants 43 buts entre 1970 et 1977. Il prend ainsi au titre de champion remporté par le Zaria en 1972 ainsi qu'aux deux finales dans la coupe nationale disputées en 1974 et 1975. Il y joue également ses uniques rencontres dans les compétitions européennes en prenant part à quatre matchs de Coupe des clubs champions à l'été 1973.
L'année 1972 correspond par ailleurs avec son passage au sein de la sélection soviétique. Étant en effet retenu par Oleksandr Ponomarov au sein de la délégation qui prend part aux Jeux olympiques de 1972, Ieliseïev participe ainsi aux rencontres préparatoires entre les mois de juin et d'août, connaissant ainsi sa première sélection le 29 juin contre l'Uruguay et marquant son premier but le 6 août contre la Suède. Au cours du tournoi olympique en lui-même, il prend part à trois rencontres, d'abord contre la Birmanie et le Soudan au premier tour, puis contre le Maroc durant le deuxième tour. Il est notamment buteur lors de ce dernier match à l'occasion de la victoire 3-0 des siens. N'étant par la suite plus utilisé pour le restant de la compétition, tandis que les Soviétiques finissent par décrocher la médaille de bronze, et n'étant plus non plus appelé ultérieurement, il conclut ainsi sa carrière internationale sur un bilan de sept matchs joués et deux marqués.
Après son départ de Vorochilovgrad en fin d'année 1977, Ieliseïev passe ensuite un an et demi sous les couleurs du Krylia Sovetov Kouïbychev, contribuant notamment à la victoire du club dans la deuxième division en 1978 avec 18 buts marqués au cours de la saison. Il s'en va durant l'année 1979 pour l'Allemagne de l'Est et évolue à la fois dans les équipes du GSVG ainsi que dans plusieurs équipes locales des divisions inférieures est-allemandes, nommément le Motor Babelsberg (1979-1980), le Motor Hennigsdorf (1980-1982) et enfin le Stahl Mersebourg (1982-1984). Il prend finalement sa retraite sportive durant l'année 1984 à l'âge de 34 ans.
Après la fin de sa carrière, Ieliseïev se reconvertit comme entraîneur et occupe un poste d'assistant au Zorya Louhansk durant le premier semestre 1996 sous Viktor Aristov. Il retrouve cette fonction au mois de juillet 1999 sous Vadym Dobyza avant de prendre la place de ce dernier à la tête de l'équipe entre avril et novembre 2000. Il connaît par la suite un deuxième passage comme entraîneur principal durant le deuxième semestre 2002 avant d'entraîneur l'équipe amateur de l'Ahata Louhansk entre 2003 et 2004. Il travaille par la suite comme formateur dans l'école supérieure d'éducation physique de l'oblast de Louhansk, étant notamment le premier entraîneur du futur international ukrainien Denys Harmash.

## Statistiques
| Saison                | Club                      | Championnat           | Championnat | Championnat | Coupe(s) nationale(s) | Coupe(s) nationale(s) | Compétition(s) continentale(s) | Compétition(s) continentale(s) | Compétition(s) continentale(s) | Total | Total |
| Saison                | Club                      | Division              | M.          | B.          | M.                    | B.                    | Comp.                          | M.                             | B.                             | M.    | B.    |
| 1970                  | Zaria Vorochilovgrad      | D1                    | 4           | 1           | 2                     | 1                     | -                              | -                              | -                              | 6     | 2     |
| 1971                  | Zaria Vorochilovgrad      | D1                    | 15          | 4           | 1                     | 1                     | -                              | -                              | -                              | 16    | 5     |
| 1972                  | Zaria Vorochilovgrad      | D1                    | 23          | 9           | 1                     | 0                     | -                              | -                              | -                              | 24    | 9     |
| 1973                  | Zaria Vorochilovgrad      | D1                    | 17          | 5           | 3                     | 0                     | C1                             | 4                              | 0                              | 24    | 5     |
| 1974                  | Zaria Vorochilovgrad      | D1                    | 26          | 6           | 9                     | 5                     | -                              | -                              | -                              | 35    | 11    |
| 1975                  | Zaria Vorochilovgrad      | D1                    | 25          | 7           | 5                     | 0                     | -                              | -                              | -                              | 30    | 7     |
| 1976                  | Zaria Vorochilovgrad      | D1                    | 13          | 4           | 2                     | 0                     | -                              | -                              | -                              | 15    | 4     |
| 1977                  | Zaria Vorochilovgrad      | D1                    | 2           | 0           | -                     | -                     | -                              | -                              | -                              | 2     | 0     |
| Sous-total            | Sous-total                | Sous-total            | 125         | 36          | 23                    | 7                     | -                              | 4                              | 0                              | 152   | 43    |
| 1978                  | Krylia Sovetov Kouïbychev | D2                    | 36          | 18          | 4                     | 0                     | -                              | -                              | -                              | 40    | 18    |
| 1979                  | Krylia Sovetov Kouïbychev | D1                    | 9           | 0           | 6                     | 1                     | -                              | -                              | -                              | 15    | 1     |
| Sous-total            | Sous-total                | Sous-total            | 45          | 18          | 10                    | 1                     | -                              | -                              | -                              | 55    | 19    |
| Total sur la carrière | Total sur la carrière     | Total sur la carrière | 170         | 48          | 33                    | 8                     | -                              | 4                              | 0                              | 207   | 56    |

## Palmarès
| Zaria Vorochilovgrad - Championnat d'Union soviétique (1) : - Champion : 1972. - Coupe d'Union soviétique : - Finaliste : 1974 et 1975. | Union soviétique olympique - Jeux olympiques : - Bronze : 1972. |